# Rasul Katinovasov
Rasul Katinovasov (russisch Расул Абдусаламович Катиновасов, Rassul Abdussalamowitsch Katinowassow; * 22. April 1969) ist ein ehemaliger sowjetischer, russischer bzw. usbekischer Ringer.

## Werdegang
Rasul Katinovasov stammt wie eine Vielzahl von ehemaligen Weltklasseringern aus der russischen Kaukasusregion. Er begann 1981 zusammen mit seinem Zwillingsbruder Saygid Katinovasov mit dem Ringen und konzentrierte sich dabei auf den freien Stil. Als Erwachsener startete er meist in der Mittelgewichtsklasse. Bis 1997 ging er für die Sowjetunion und für Russland an den Start, ab 1998 für Usbekistan. Er war dort Mitglied von Dynamo Taschkent und wurde von Mamur Rusijew trainiert.
Sein Debüt auf der internationalen Ringermatte gab er bei der Weltmeisterschaft der Senioren 1991 in Warna, damals noch für die UdSSR startend. Er belegte dabei im Mittelgewicht hinter Kevin Jackson aus den Vereinigten Staaten, Jozef Lohyňa aus der Tschechoslowakei und Sebahattin Öztürk einen guten 4. Platz und verpasste damit nur knapp eine Medaille.
Da in Russland in der Gewichtsklasse von Rasul Katinovasov die Konkurrenz sehr groß war, kam er erst wieder im Jahre 1995 zu einem Einsatz bei einer internationalen Meisterschaft. Er gewann dabei bei der Europameisterschaft in Freiburg/Schweiz hinter Mogamed Ibragimov aus Aserbaidschan und Sergej Gubrintschuk aus der Ukraine, aber vor Nicolae Ghiță aus Rumänien und Hans Gstöttner aus Deutschland eine EM-Bronzemedaille.
Die starke Konkurrenz in Russland wird für Rasul Katinovasov auch der Grund gewesen sein, dass er 1998 nach Usbekistan wechselte. Er startete in diesem Jahr auch gleich bei der Weltmeisterschaft in Teheran im Mittelgewicht, konnte sich dort aber mit Siegen über Eldar Assanow aus der Ukraine und Alexander Markow aus Kirgisistan und Niederlagen gegen Gotcha Tschichradse aus Georgien und Yang Hyun-mo aus Südkorea nur auf dem 11. Rang platzieren. Bei der Asienmeisterschaft 1998 in Bangkok erreichte er dagegen das Finale, in dem er gegen Alireza Heidari aus dem Iran aber nach Punkten verlor.
Bei der Weltmeisterschaft 1999 in Ankara gelangen Rasul Katinovasov drei Siege. Gegen Leslie Gutches aus den Vereinigten Staaten musste er im Viertelfinale aber eine Niederlage hinnehmen, die ihn auf den 6. Platz zurückwarf. Den ersten Sieg bei einer internationalen Meisterschaft schaffte er dann bei der Asienmeisterschaft 2000 in Guilin/China. Er siegte dort im Mittelgewicht vor Bolotbek Omurachunow aus Kirgisistan, Takenori Yokoyama aus Japan und Amir Reza Khadem Azghadi aus dem Iran. Bei den Olympischen Spielen dieses Jahres in Sydney kam er aber nicht zum Einsatz, weil ein anderer russischer Ringer, der vielfache Weltmeister Macharbek Chadarzew sich kurzfristig entschieden hatte, für Usbekistan zu starten und sofort für die Teilnahme an den Olympischen Spielen nominiert wurde, wo er im Übrigen erfolglos blieb. Rasul Katinovasov, der durch seinen Sieg bei den Asienspielen den Startplatz im Mittelgewicht bei den Olympischen Spielen für Usbekistan erst erkämpft hatte, ging dadurch leer aus.
Rasul Katinovasov startete dann noch bei der Weltmeisterschaft 2001 in Sofia und kam dort mit Siegen über Tamás Kiss aus Ungarn und Malchaz Pjorbenadse aus Georgien u. einer Niederlage gegen Bejbulat Mussajeu aus Weißrussland auf einen hervorragenden 5. Platz. Danach beendete er seine internationale Ringerlaufbahn.

## Internationale Erfolge
| Jahr | Platz | Wettbewerb                            | Gewichtsklasse | |
| 1991 | 4.    | WM in Warna                           | Mittel         | hinter Kevin Jackson, USA, Jozef Lohyňa, Tschechoslowakei u. Sebahattin Öztürk, Türkei |
| 1994 | 1.    | Goodwill-Games                        | Mittel         | mit Siegen über Ruslan Kinchagov, Usbekistan, Kevin Jackson u. Ibrahim Alkan, Türkei |
| 1994 | 2.    | Welt-Cup in Edmonton                  | Mittel         | hinter Amir Reza Khadem Azghadi, Iran, vor Kevin Jackson u. Justin Abdou, Kanada |
| 1995 | 3.    | EM in Freiburg                        | Mittel         | hinter Mogamed Ibragimov, Aserbaidschan u. Sergej Gubrintschuk, Ukraine, vor Nicolae Ghiță, Rumänien u. Hans Gstöttner, Deutschland                                                               |
| 1998 | 11.   | WM in Teheran                         | Mittel         | mit einem Sieg über Eldar Assanow, Ukraine, einer Niederlage gegen Gotcha Tschichradse, Georgien, einem Sieg über Alexander Markow, Kirgisistan u. einer Niederlage gegen Yang Hyung-mo, Südkorea |
| 1998 | 2.    | Asien-Spiele in Bangkok               | Mittel         | mit Siegen über Baj Nadar, Nepal u. Magomed Kuruglijew, Kasachstan u. einer Niederlage gegen Alireza Heidari, Iran                                                                                |
| 1999 | 6.    | WM in Ankara                          | Mittel         | mit Siegen über Gabriel Szerdo, Österreich, Nicolae Ghiță, Rumänien u. Gotcha Tschichradse u. einer Niederlage gegen Leslie Gutches, USA                                                          |
| 2000 | 1.    | Asien-Meisterschaften in Guilin/China | Mittel         | vor Bolotbek Omaruchanow, Kirgisistan, Takenori Yokoyama, Japan u. Amir Reza Khadem Azghadi, Iran                                                                                                 |
| 2001 | 4.    | Welt-Cup in Baltimore                 | Halbschwer     | hinter Alireza Heidari, Taimuras Tigijew, Russland u. Dominic D. Black, USA |
| 2001 | 5.    | WM in Sofia                           | Mittel         | mit Siegen über Tamas Kiss, Ungarn u. Malchaz Pjorbenadse, Georgien u. einer Niederlage gegen Bejbulat Mussajeu, Weißrussland                                                                     |

Anm.: alle Wettbewerbe im freien Stil, WM = Weltmeisterschaft, EM = Europameisterschaft, Mittelgewicht, bis 1996 bis 82 kg, von 1097 bis 2001 bis 85 kg Körpergewicht, Halbschwergewicht, bis 97 kg Körpergewicht